# 石井威望
石井 威望（いしい たけもち、1930年7月26日 - 2024年10月5日）は、日本のシステム工学者。東京大学名誉教授。アカデミーヒルズリサーチ・ネットワーク所長。工学博士（東京大学・1963年）。大阪市生まれ。
専門はシステム工学・マルチメディア。テクノポリス(高度技術集積都市)構想を推進し、未来社会論で独創性を見せる。著書に『日本人の技術はどこから来たか』(1997年)、『iバイオテクノロジーからの発想』(2000年)など。

## 概要
東京大学に在学中、ノーバート・ウィーナーの『サイバネティックス』を読んで、医学から工学に転じた。その後、システム工学、管理工学、応用工学から人工臓器、都市交通システムまで幅広い分野で活躍したが、専門はシステム工学・マルチメディアである。独創的なロボット社会論や未来社会論を展開し、テクノポリス（高度技術集積都市）構想を推進する。2015年IEEEInnovation in Societal Infrastructure Award受賞。

## 略歴

### 学歴
- 大阪府立高津中学校卒業
- 第三高等学校卒業
- 1954年3月　東京大学医学部医学科卒業
- 1957年3月　東京大学工学部機械工学科卒業
- 1963年3月　東京大学大学院数物系研究科機械工学専門課程博士課程修了、工学博士。学位論文の題は「機械工場のシステム・シミュレーション」[2]

### 職歴
- 1957年4月　通商産業省入省（技官、重工業局勤務）
- 1963年4月　東京大学工学部産業機械工学科専任講師
- 1964年4月　東京大学工学部産業機械工学科助教授
- 1973年8月　東京大学工学部産業機械工学科教授
- 1988年4月　東京女子医科大学客員教授
- 1991年3月　東京大学退官
- 1991年4月　東京大学名誉教授　慶應義塾大学環境情報学部教授
- 1994年4月　慶應義塾大学大学院政策・メディア研究科教授
- 1999年4月　慶應義塾大学大学院政策・メディア研究科客員教授

#### 学外における役職
- 1999年1月　国土庁国土審議会会長
- 2001年7月　株式会社東京海上研究所理事長
- 2004年4月　NTTドコモ・モバイル社会研究所所長
- 2005年7月　株式会社東京海上研究所研究顧問
- 2007年7月　鹿島建設株式会社顧問
- 臨教審第二部会長
- IT推進本部情報セキュリティ専門調査会座長

## その他役職
- 財団法人NEC C&C財団評議員
- 財団法人国際協力医学研究振興財団評議員
- 財団法人ニューメディア開発協会理事
- 財団法人カシオ科学振興財団評議員
- 財団法人日本ファッション協会理事
- 財団法人国際アイティー財団評議員
- 財団法人熱・電気エネルギー技術財団理事
- 財団法人ニューテクノロジー振興財団理事
- 社団法人政府資料等普及調査会理事
- 財団法人公共政策調査会理事
- 財団法人地域開発研究所理事
- 財団法人藤田建設労務援護会理事
- 財団法人ソフトピアジャパン理事
- 財団法人松下政経塾相談役
- 財団法人科学技術交流財団顧問
- 財団法人中山科学振興財団理事
- 社団法人衛星放送協会理事
- 日本ナレッジ・マネジメント学会評議員
- 財団法人社会経済生産性本部評議員
- 法政大学第三者評価委員会委員
- 財団法人東電記念科学技術研究所理事
- 財団法人エンジニアリング振興協会顧問
- 財団法人りそな中小企業振興財団理事
- 有限責任中間法人国際システム健康科学学会名誉理事長
- 財団法人マツダ財団評議員
- 財団法人クマヒラセキュリティ財団理事
- 財団法人日本経済研究所理事
- 日本バーチャルリアリティ学会特別顧問
- 社団法人ビューティフルエージング協会顧問
- 財団法人帝人奨学会理事
- 平城遷都1300年記念事業協会評議員
- 財団法人住友生命健康財団理事
- 情報化未来都市構想推進協議会顧問
- 財団法人三菱UFJ技術育成財団理事
- 社団法人地域経済総合研究所評議員

## 著書
- 『情報化社会は墨絵の心』（日本経済新聞社、1987年）
- 『日本型技術が世界を変える』（PHP研究所、1991年）
- 『インターネット進化論』（同、1995年）
- 『サイバースペース入門』
- 『マルチメディア文明論』
- 『ニューハード革命』
- 『日本から新世紀が始まる』
- 『技術社会の「かたち」を演出する』
- 『二周目の人生』
- 『マイクロマシンの衝撃』
- 『ニューハード文明論』
- 『ヒューマンサイエンス』
- 『日本新世紀』
- 『デュアル思考のすすめ』
- 『新・技術文明の創』